# 八紘一宇

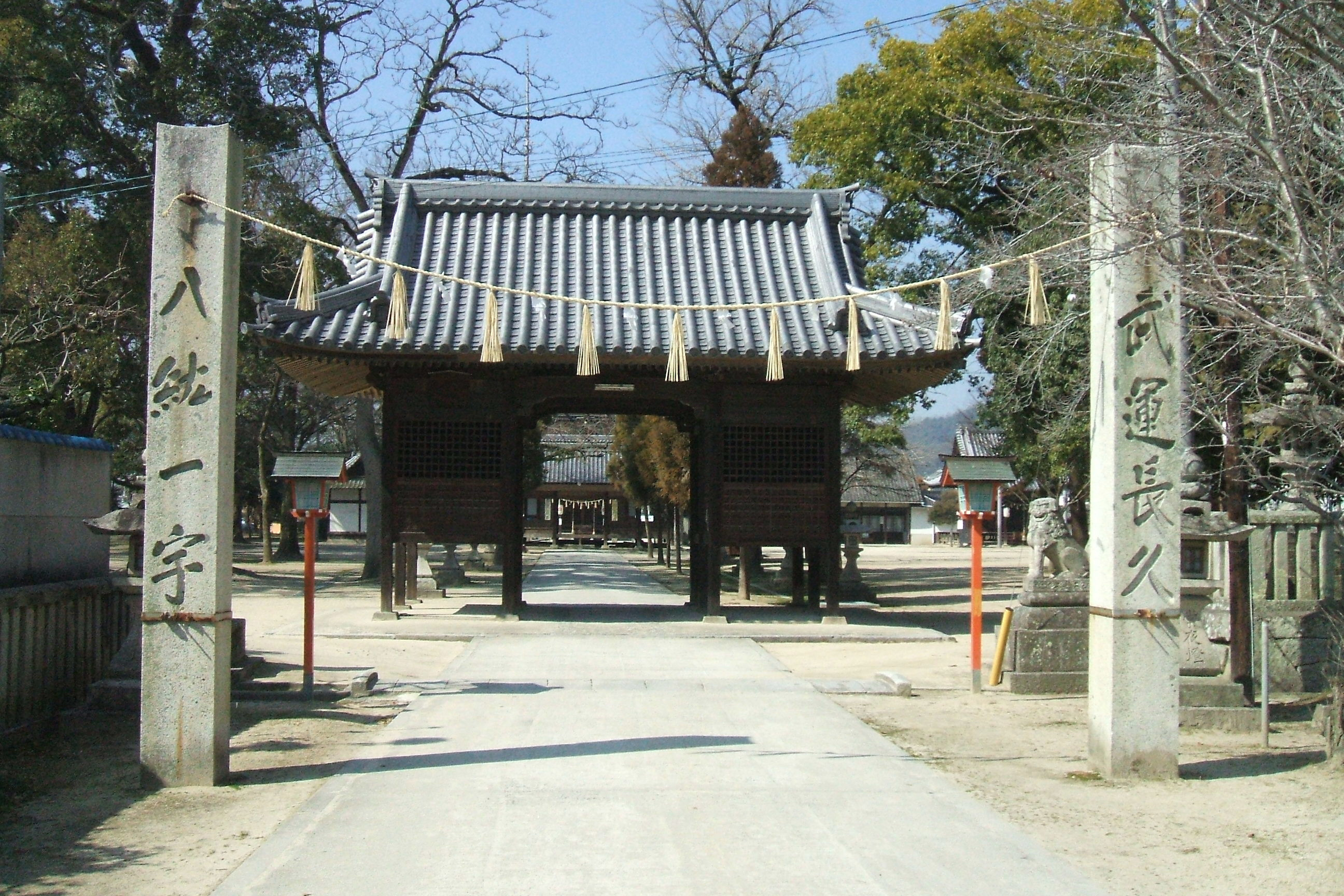
第二次世界大戰期間，在廣島縣福山市素盞嗚神社 (福山市新市町戶手)，建立了祈願戰爭勝利的「武運長久」與「八紘一宇」石碑。

八紘一宇是大日本帝国第二次世界大戰时期的国家格言，日本政府宣传部门的解释是天下一家、世界大同的意思。但在当时的氛围下，实质上是服务日军的侵略扩张政策，从军备、政治体制、外交关系、意识形态等方面进行动员。
初期稱作「八紘為宇」，後來被簡化為「八紘一宇」。
古中国也有「八纮同轨」的典故：意思是天下一统、和谐祥瑞；《晋书·武帝纪》：「廓清梁岷，包怀扬越，八纮同轨，祥瑞屡臻。」

## 由來
“八紘”一詞的典故出自中國《列子·汤问》與《淮南子》，本意指八方极远之地，后来代指天下：
：汤又问：「物有巨细乎？有修短乎？有同异乎？」革曰：「渤海之东不知几亿万里，有大壑焉，实惟无底之谷，其下无底，名曰归墟。八纮九野之水，天汉之流，莫不注之，而无增无减焉。」
 — 《列子·汤问》
九州外有八澤，方千里。八澤之外，有八紘，亦方千里，蓋八索也。
 — 《淮南子·地形訓》
文學作品中最早的類似用法起源於曹植的《大暑賦》和《與楊徳祖書》：
壮皇居之瑰瑋兮，歩八紘而為宇。節四運之常氣兮，逾太素之儀矩。
 — 《大暑賦》
吾王於是設天網以該之，頓八紘以掩之，今盡集茲國矣。
 — 《與楊徳祖書》
“八紘”一詞后也出现在以漢文書寫的《日本書紀》第三卷：

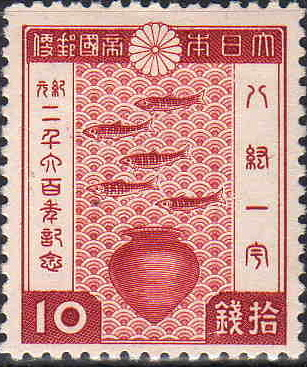
在天皇紀元2600年（1940年）發行的八紘一宇紀念郵票

上則答乾靈授國之德，下則弘皇孫養正之心。然後兼六合以開都，掩八紘而為宇，不亦可乎！
 — 《日本書紀》·卷第三·神武天皇即位前紀己未年三月丁卯条之令
從《日本書紀》中的這段話又延伸成「八紘為宇」的說法，之後則逐漸改成現在所見的「八紘一宇」。

## 「八紘為宇」與「八紘一宇」的差異
在《日本書紀》中最初所記載的文字為「八紘為宇」（はっこうゐちう），現今的「八紘一宇」（はっこういちう）為之後所造的單字、為戰前的大正時期的日蓮主義者田中智學在國體研究上所使用詞彙，而且是一個簡略的詞彙。
而由於近代歷史中，「為宇」這個單字在意思上比較難理解，故都採用「八紘一宇」的口號，且在神武天皇的神勅中也有實際上使用「一宇」的例子存在。

## 概要

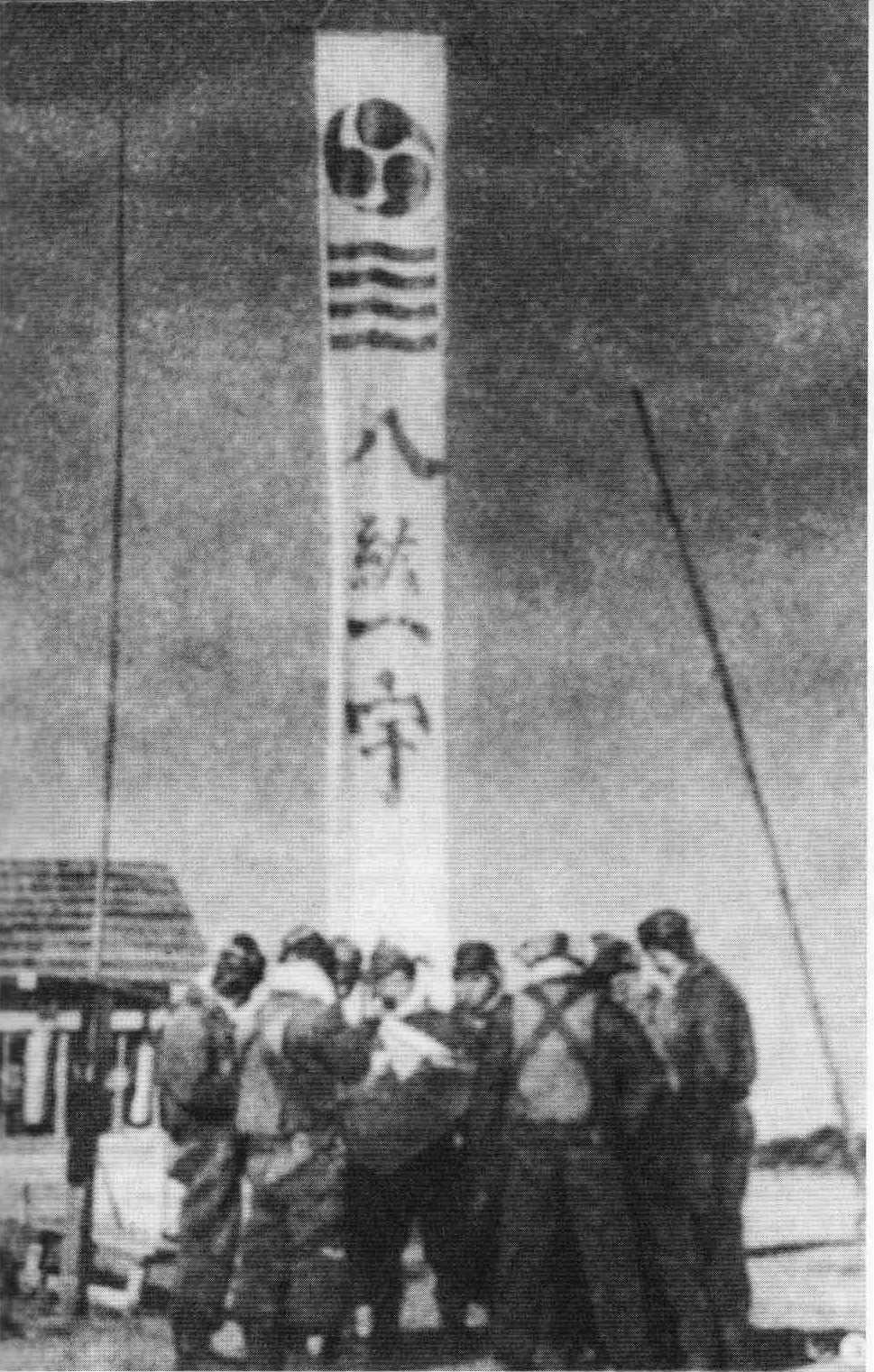
大日本帝國的航空基地上面的「八紘一宇」旗幟

八紘一宇是日本佛教日蓮宗國柱會創辦人田中智學所造出來的词语，据称有“道義上的世界統一”之意義。大正2年（1915年）3月11日，國柱會機關報《国柱新聞》刊登的文章〈神武天皇的建国〉（神武天皇の建国）首次提及這一片語。早在1936年二二六兵变期间，大日本帝國陸軍皇道派军人的口号就有“使日本天赋之类，传遍八纮一宇”的说法。从中日战争直到第二次世界大战，八紘一宇一直作为大日本帝国的国家格言。
1940年（昭和15年）7月26日，第2次近衛内閣制定《基本国策綱要》（基本国策要綱），將继续扩大侵略中國、建設大東亞共榮圈势力范围作為基本政策；“八紘一宇”寫入基本国策綱要，成為侵略战争的精神指导根本方針。日本投降後的同盟国佔領期間，由於該詞与国家神道、軍国主義、激烈国家主義有密切关联，在各種官方文件中一律禁止使用。現在日本的国語辞典對該詞的解釋是：「第二次世界大戰期間，日本為證明海外侵略的正当性所用的口號。（第二次大戦中、日本の海外侵略を正当化するスローガンとして用いられた。）」平凡社《世界大百科事典》對該詞的解釋是：「基於民族優越感，貶抑、併吞其他民族，擴大國民動員、統合、正統化的思想及運動的典型超國家主義。（自民族至上主義、優越主義を他民族抑圧・併合とそのための国家的・軍事的侵略にまで拡大して国民を動員・統合・正統化する思想・運動である超国家主義の典型。）」
2015年3月16日，日本參議院议员兼自民党女性局局长三原順子在质询中使用“八紘一宇”，引發爭議，令在場的副首相麻生太郎备感惊讶。三原順子宣称，她使用此词的真实意图，就是要激起日本国内对二战的“反思”。